# Cneoridium dumosum (Nuttall) Hooker F. Collected March 26, 1960, at an Elevation of about 1450 Meters on Cerro Quemazón, 15 Miles South of Bahía de Los Angeles, Baja California, México, Apparently for a Southeastward Range Extension of Some 140 Miles

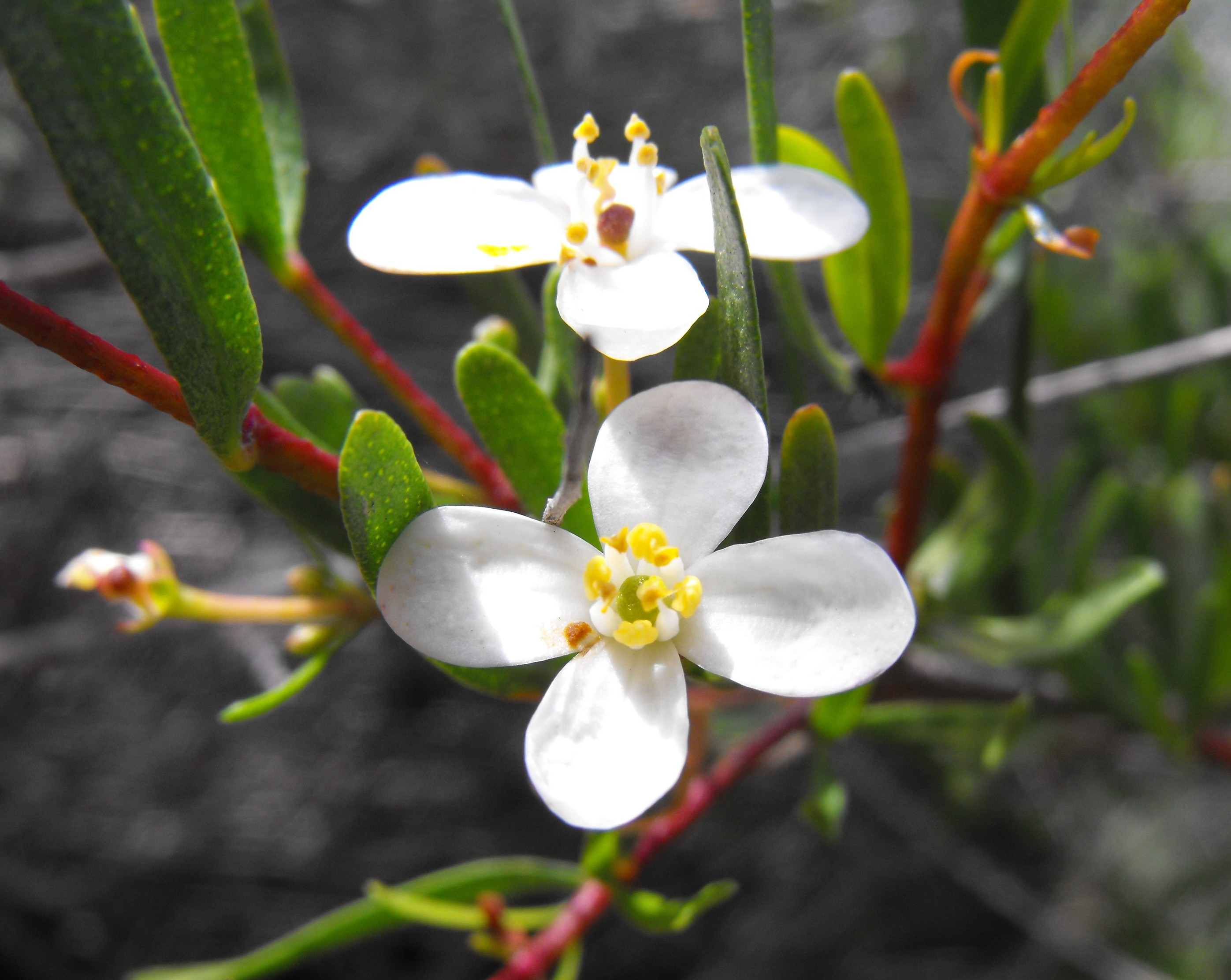
Rostlina Cneoridium dumosum, o které článek pojednává

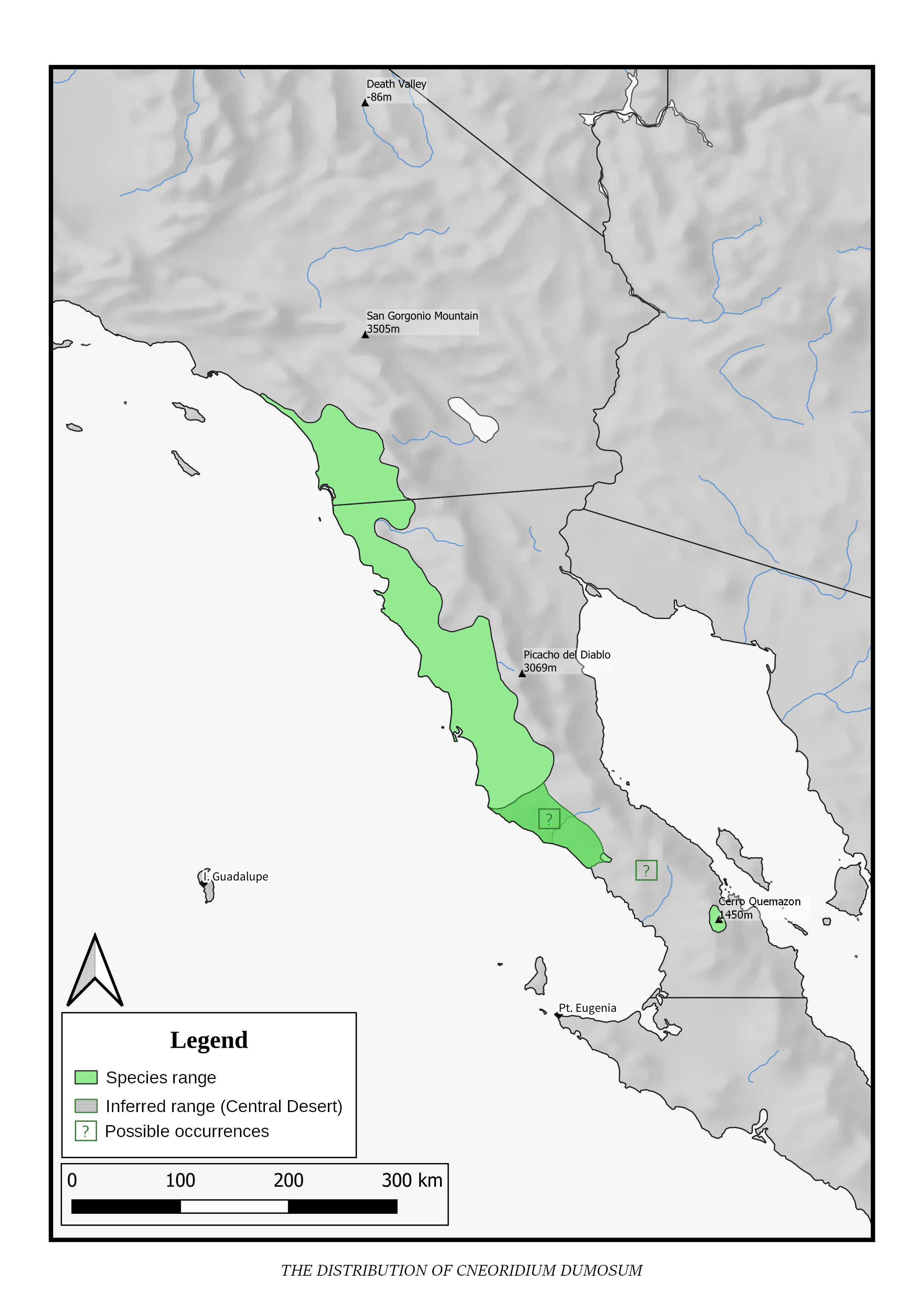
Mapa rozšíření rostliny Cneoridium dumosum na kalifornsko-mexickém pomezí. Na mapě je viditelné nejjižnější rozšíření v okolí hory Cerro Quemazón, jenž je zmíněno v názvu článku.

Cneoridium dumosum (Nuttall) Hooker F. Collected March 26, 1960, at an Elevation of about 1450 Meters on Cerro Quemazón, 15 Miles South of Bahía de Los Angeles, Baja California, México, Apparently for a Southeastward Range Extension of Some 140 Miles je vědecký článek vydaný v roce 1962 americkým botanikem Reidem Moranem (1916 – 2010) z přírodovědného muzea v San Franciscu. I přes svůj humorně dlouhý název a krátký obsah je článek faktický.

## Obsah článku
Článek pojednává o objevu rostliny Cneoridium dumosum (z čeledi routovité) na hoře Cerro Quemazón na mexickém poloostrově Baja California.
Veškeré informace jsou sepsány již v názvu článku, který je pangramem a který lze do češtiny přeložit jako:
„Cneoridium dumosum (Nuttall) Hooker F. Sběr dne 26. března 1960, ve výšce přibližně 1450 metrů na Cerro Quemazón, 15 mil na jih od Bahía de Los Angeles, Baja California, Mexiko, zřejmě kvůli rozšíření místa výskytu směrem na jihovýchod o přibližně 140 mil.“
Samotný obsah článků se pak skládá jen z pěti slov, čísla vzorku a tečky: „I got it there then (8068).“ (česky Tehdy jsem to tam získal (8068).).
K článku Moran připojil ještě celou řadu poděkování, přičemž tento text zakončil poděkováním svým rodičům, kterým „vyjádřil svou hlubokou vděčnost, přičemž bez jejichž včasné spolupráce by tato práce nikdy nevznikla“. Stejné poděkování také použil a řádně citoval biolog George Yatskievych v jedné ze svých prací.
V Moranově nekrologu vydaném v časopisu The San Diego Union-Tribune botanik Tom Oberbauer zmiňuje Moranův suchý smysl pro humor.

## Publikace
Článek byl publikován v roce 1962 v 16. čísle časopisu kalifornské botanické společnosti Madroño na straně 272. Článek byl publikován znovu v roce 2013 v kompilaci „klasických článků z časopisu Madroño“ v 60. čísle časopisu Madroño, na straně 359, k příležitosti stého výročí kalifornské botanické společnosti.
I přes to, že má článek jen 5 slov, není nejkratším vydaným článkem vůbec. Ještě kratší je článek Johna H. Conwaye a Alexandra Soifera s názvem Can n2+ 1 unit equilateral triangles cover an equilateral triangle of side > n, say n + ε?, jenž obsahuje jen dvě slova (n2+2 can), doplněná dvěma obrázky, nebo článek Chemiefreie Haushaltsprodukte (německy Domácí produkty bez chemie), který má obsahovat pojednání o domácích produktů bez veškeré chemie, a který je prázdný.